# Seifertova (Praha)
Seifertova ulice v Praze je jedna z významných ulic Žižkova. Její délka je asi 1,1 km. Dnešní název ulice připomíná básníka Jaroslava Seiferta (1901–1986), žižkovského rodáka a laureáta Nobelovy ceny za literaturu v roce 1984.

## Trasa ulice
Ulice začíná na rozhraní Nového Města, Vinohrad a Žižkova u křižovatky U Bulhara, a mírně stoupá zhruba východním směrem až k ulici Lipanská, kde končí a odkud je jejím pokračováním ulice Táboritská. Celou trasou ulice vede tramvajová trať, spojující stanici Hlavní nádraží (v Bolzanově ulici) přes stanice Viktoria Žižkov a Lipanská se stanicí na Olšanském náměstí.
Asi 300 metrů Seifertovy ulice – od jejího začátku až k Italské ulici – patří k Praze 2, a tento úsek také tvoří hranici mezi městskými částmi Praha 2 a Praha 3. Dál již ulice pokračuje na Žižkov a je součástí Prahy 3. 
Na své cestě prochází Seifertova ulice nejprve pod mostem železniční tratě vedoucí od Hlavního nádraží, které leží jižně od Seifertovy ulice, k tzv. Novému spojení. Od jihu pak do ní ústí Italská ulice, nad ní je náměstí Winstona Churchilla. Na druhé, severní straně je na začátku Seifertovy ulice blok domů v místech, kde dříve bývala usedlost Komotovka.
Dále je na jižní straně ulice dům Radost, náměstí Radost a fotbalový stadion Viktoria Žižkov v místech zaniklé žižkovské plynárny, a potom Sladkovského náměstí s kostelem sv. Prokopa. Na celé severní straně Seifertovy ulice a na její jižní straně od náměstí Radost až ke Sladkovského náměstí a pak dále za ním jsou převážně činžovní domy s obchody či provozovnami služeb v přízemích.
Na horním konci Seifertovy ulice, hned za křižovatkou s Lipanskou ulicí, je umístěn památník v podobě stuhy mířící k nebi. Připomíná básníka Jaroslava Seiferta, který nedaleko prožil své dětství. Autorem památníku z litého betonu, odhaleného v roce 2016, je sochař Jan Roith. Na stuze je citát z básně „Prosinec 1920“: To slovo letělo jako pták do sítě hvězd.

## Historie a názvy
Ulice vznikla ze starobylé silnice mířící z centra Prahy Horskou branou k Olšanským hřbitovům, proto se jí říkávalo „umrlčí cesta“. Také zde kdysi – tehdy za pražskými hradbami – stávala na vršku šibenice. Po výstavbě Žižkova ve 2. polovině 19. století, od roku 1875, se ulice jmenovala Karlova (na počest císaře Karla IV.). Za protektorátu se jmenovala Lutherova (podle německého teologa a reformátora Martina Luthera) a v období socialistického režimu Kalininova (Michail Ivanovič Kalinin byl sovětský revolucionář a politik).
Své nynější jméno Seifertova dostala ulice až po sametové revoluci.
Ulice se má v příštích letech revitalizovat, cílem je zlepšit podmínky pro chodce i pěší, vyřešit dopravní zátěž a také zmírnit důsledky klimatické změny zadržováním dešťové vody a výsadbou nové zeleně.

## Galerie

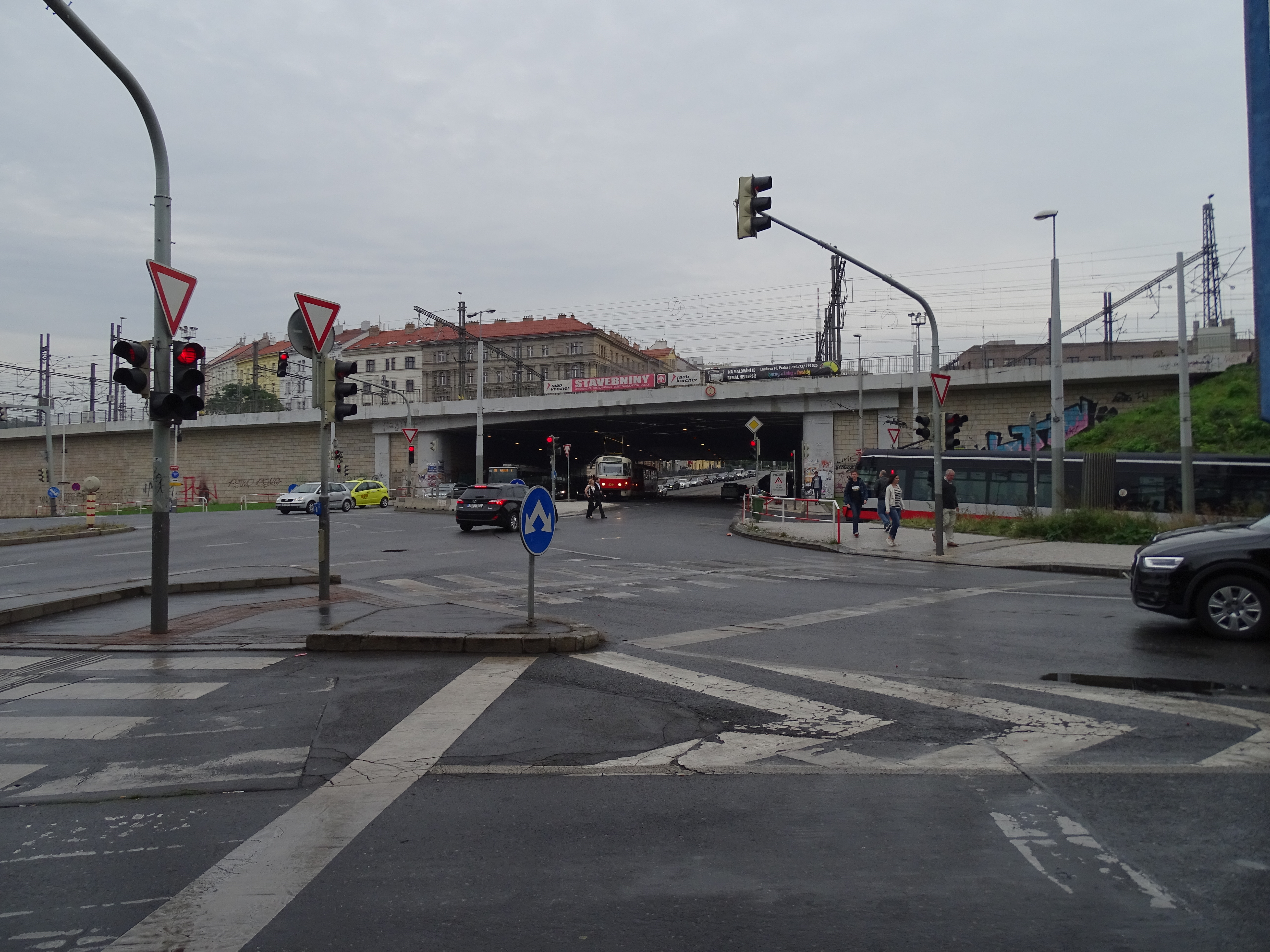
Začátek ulice: křižovatka U Bulhara
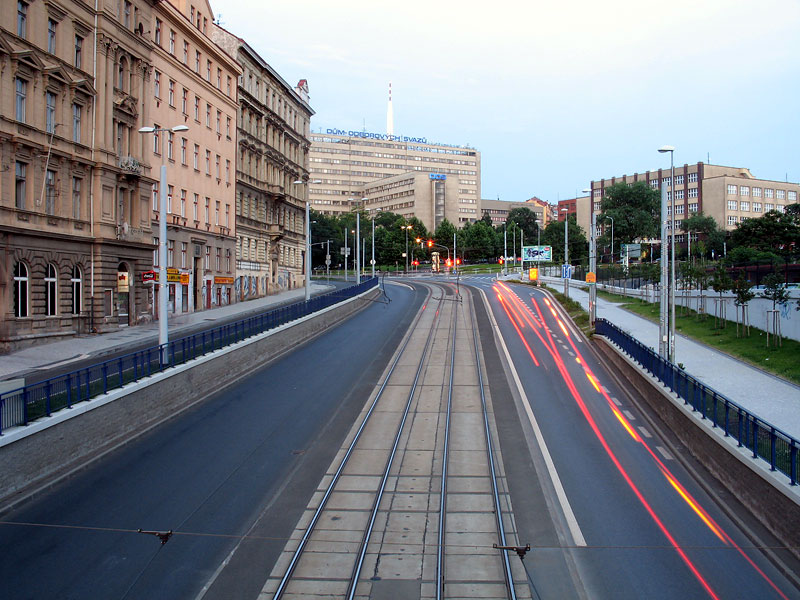
Náměstí Winstona Churchilla
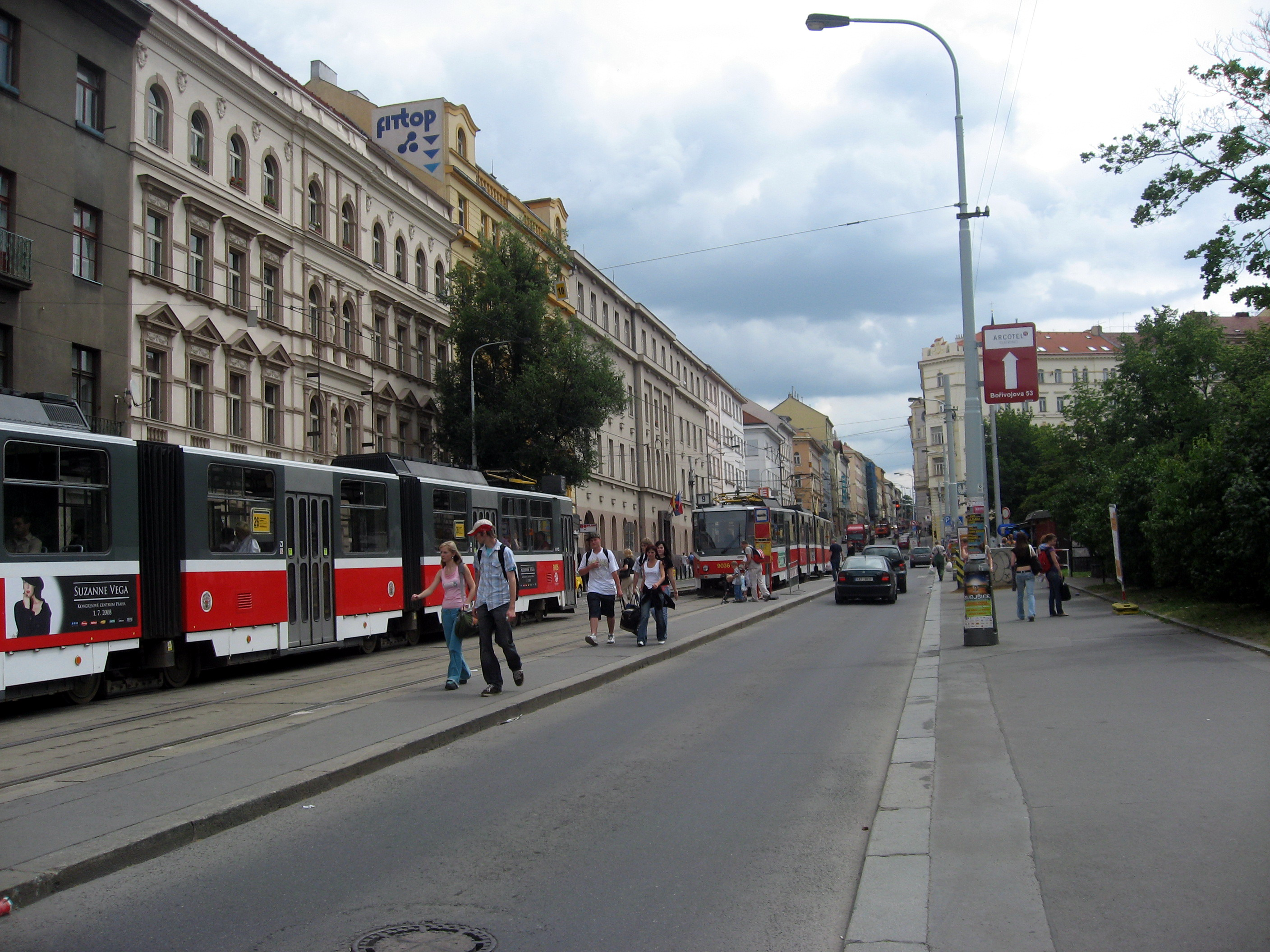
Tramvajová zastávka Viktoria Žižkov
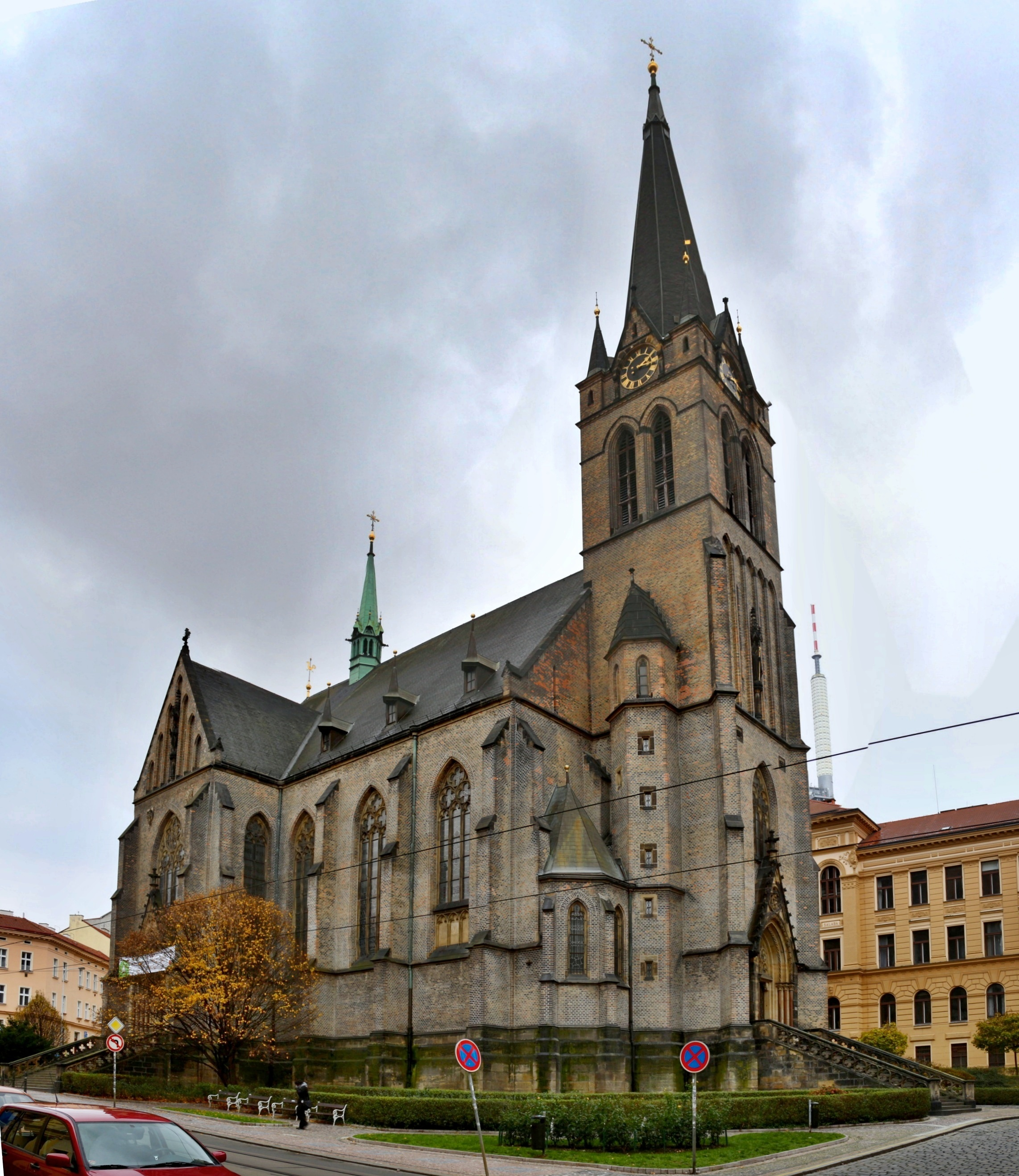
Kostel sv. Prokopa
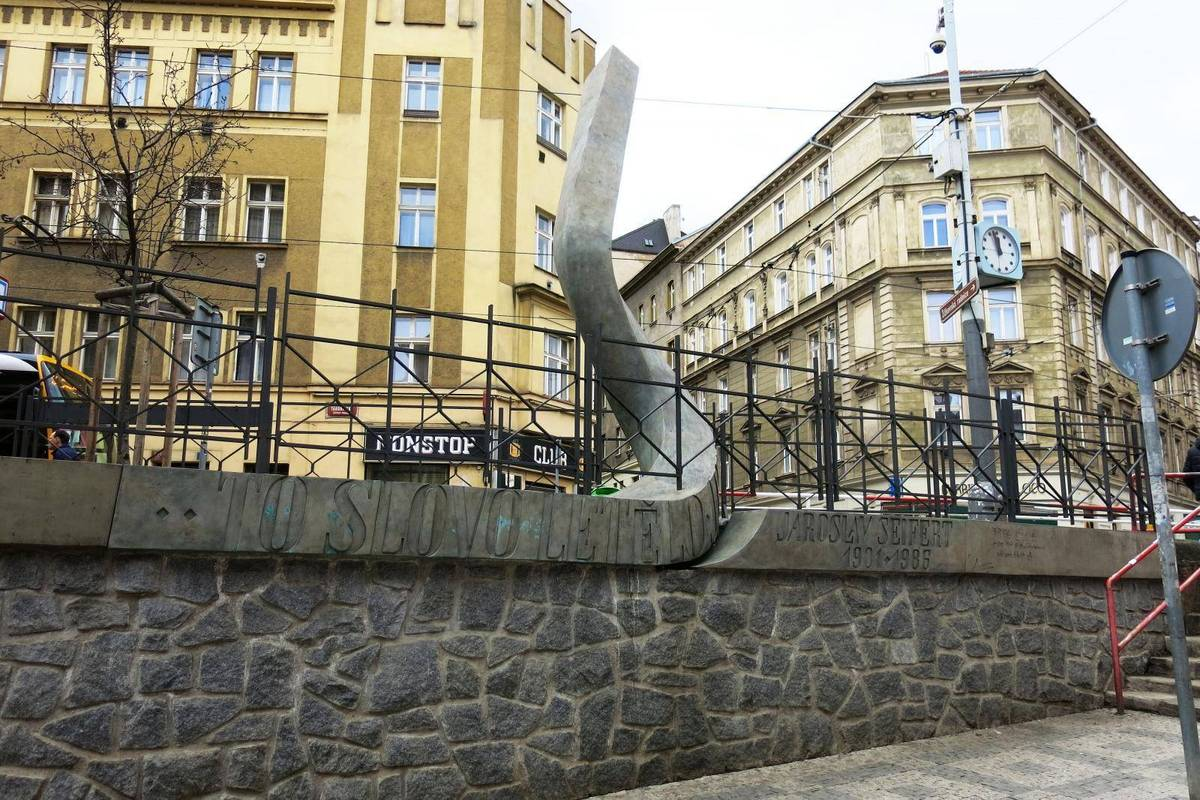
Na východním konci ulice je památník Jaroslava Seiferta